# Tláhuac
Tláhuac é uma demarcação territorial da Cidade do México, situada na parte leste da capital mexicana. Possuía em 2015 uma população de 361.593 habitantes, distribuída em uma área de 86 km². Faz fronteira com Iztapalapa a norte; com Milpa Alta a sul; e com Xochimilco a oeste.
O nome Tláhuac é uma aférese de Cuitláhuac que, por sua vez, possui diferentes significados. Um desses significados vem do vocábulo náuatle Auitlauia, que significa Ter cuidado ou estar no comando de algo.

## Transportes

### Metrô da Cidade do México
Tláhuac é atendida pelas seguintes estações do Metrô da Cidade do México:
- Nopalera
- Olivos
- Tláhuac
- Tlaltenco
- Zapotitlán